# Corlay (Fluss)
Der Corlay (französisch: Rivière de Corlay) ist ein kleiner Fluss im Westen von Frankreich, der im Département Côtes-d’Armor der Region Bretagne südwestlich der Stadt Saint-Brieuc verläuft.

## Geografie

### Verlauf
Der Corlay entspringt im nordöstlichen Gemeindegebiet von Le Haut-Corlay, verläuft generell Richtung Südwest und mündet nach insgesamt rund 17 Kilometern an der Gemeindegrenze von Saint-Igeaux und Saint-Nicolas-du-Pélem als linker Nebenfluss in den Sulon. Zwischen Haut-Corlay und Corlay wurde ein Stausee angelegt, an dessen Ufer sich das Château de Corlay befindet.

### Orte am Fluss
(Reihenfolge in Fließrichtung)
- Le Guern, Gemeinde Le Haut-Corlay
- Saint-Daman, Gemeinde Le Haut-Corlay
- Le Haut-Corlay
- Corlay
- Kermenguy, Gemeinde Plussulien
- Le Manaty, Gemeinde Canihuel
- Goasnoat, Gemeinde Saint-Igeaux
- Kerroc’h, Gemeinde Saint-Nicolas-du-Pélem
- Kerigochen, Gemeinde Saint-Igeaux

## Sehenswürdigkeiten
- Château de Corlay, Überreste einer Befestigungsanlage aus dem 15. Jahrhundert am Stausee des Flusses Corlay im gleichnamigen Ort – Monument historique[4]